# Bendición con el Santísimo Sacramento

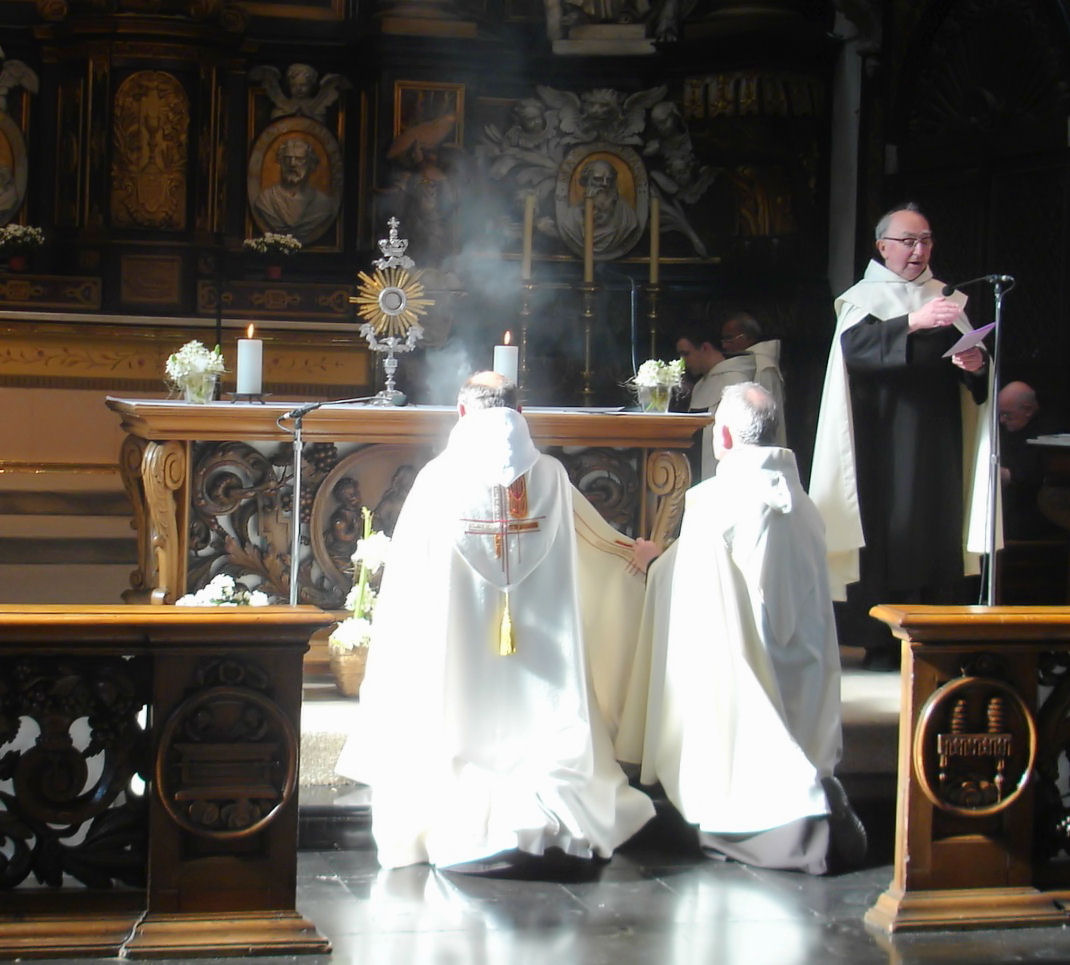
Bendición en un convento carmelita en Gante, Bélgica

La Bendición con el Santísimo Sacramento, también llamada Rito de la exposición y bendición Eucarística, es una ceremonia devocional, celebrada especialmente en la Iglesia católica y también en algunas otras tradiciones cristianas como el anglocatolicismo, mediante la cual un obispo, sacerdote o diácono bendice a la congregación con la Eucaristía al final de un período de adoración.

## Exposición antes de la bendición
La bendición propiamente dicha sigue a la exposición del Santísimo Sacramento, es decir, a la colocación de la Hostia consagrada en una custodia colocada sobre el altar o, al menos, a la exposición del copón. Hostia en una custodia colocada sobre el altar o, al menos, la exposición de un copón que contiene el Santísimo Sacramento. Así, "la bendición con la Eucaristía va precedida de un tiempo razonable para lecturas de la palabra de Dios, cantos, oraciones y un período para la oración silenciosa", mientras que "la exposición con el mero propósito de dar la bendición está prohibida".
Las lecturas, cantos y oraciones pretenden dirigir la atención a la adoración de Cristo en la Eucaristía. También se fomenta el espíritu de oración mediante períodos de silencio y una homilía o breves exhortaciones destinadas a desarrollar una mejor comprensión del misterio de la Eucaristía.
Los himnos latinos que tradicionalmente se cantan durante la exposición son "O Salutaris Hostia", "Tantum Ergo", "Laudate Dominum" ( Salmo 117) y "Ave verum corpus". Las Alabanzas divinas son una oración que tradicionalmente se recita, pero no se requiere ningún himno u oración específica, excepto que, inmediatamente antes de la bendición, debe recitarse una u otra de las siete oraciones que figuran en el Rito de la exposición y bendición eucarísticas, 98 y 224-229.

## Iglesia católica
Antes de la publicación del Rito de la Exposición y Bendición Eucarística de 1973, no existía una codificación del rito. Sin embargo, se adoptaron ampliamente las directrices para la diócesis de Roma publicadas bajo el mandato del Papa Clemente XII (y denominadas por ello Instrucción Clementina) y redactadas por el Cardenal Vicario, Próspero Lambertini (más tarde Papa Benedicto XIV).
El rito en vigor para la Iglesia latina exige el uso de incienso al comienzo de la exposición y antes de la bendición, si el Santísimo Sacramento está expuesto en una custodia, pero no si se utiliza un copón (aunque a veces se omite). Del mismo modo, el sacerdote o diácono, vestido con  alba o sobrepelliz, también debe ponerse una capa y usar un velo humeral cuando da la bendición con el Santísimo Sacramento en una custodia, pero la capa no es necesaria cuando se utiliza un copón.
Una persona que no sea un sacerdote o diácono autorizado para exponer la Eucaristía a la adoración no puede dar la bendición con ella.
Inmediatamente después de la bendición, el Santísimo Sacramento se vuelve a colocar en el sagrario, mientras que una aclamación como "Oh Sacramento Santísimo", o el himno Dios Santo, alabado sea tu nombre. Una excepción es si las Alabanzas Divinas en expiación de las blasfemias, "Bendito sea Dios", etc., en ese caso, el Santísimo Sacramento se coloca de nuevo en el altar y se dicen las alabanzas divinas mientras un monaguillo quita el velo humeral al celebrante y lo vuelve a poner a un lado, normalmente en la credencia. El celebrante vuelve a colocar el Santísimo Sacramento una vez terminadas las Alabanzas Divinas.
Los zucchetti o solideos deben quitarse durante la Bendición y la adoración precedente; sólo pueden volver a ponerse una vez que el Santísimo Sacramento es repuesto.

## Cristianismo oriental
Entre las iglesias católicas orientales, la Iglesia católica ucraniana, la Iglesia católica rutena, la  Iglesia católica melquita, y la Iglesia católica maronita, tienen un rito de Bendición.
Aunque la Bendición con el Santísimo Sacramento no es una práctica de la mayoría de las iglesias ortodoxas orientales u ortodoxas orientales, o de la Iglesia Asiria de Oriente, estas iglesias creen en la presencia real de Cristo en la eucaristía. Como muestra de ello, en muchas iglesias ortodoxas orientales, la Eucaristía es venerada durante la Divina Liturgia; sin embargo, esto es parte de la liturgia y no una forma distinta de bendición. Cuando el diácono saca el cáliz antes de la comunión de los fieles, todos hacen una prostración completa o inclinación de cabeza. También, en la Liturgia de los dones presantificados, durante la entrada solemne, mientras el sacerdote lleva el cáliz y la patena a la entrada principal, todos se postran en veneración ante la Eucaristía. La Iglesia Ortodoxa Ucraniana de EE. UU. ha tenido un rito de Bendición.

## Enleces externos
- Wikimedia Commons alberga una categoría multimedia sobre Bendición con el Santísimo Sacramento.